# Carlos García-Bedoya
Carlos García-Bedoya Zapata (Lima, 20 novembre 1925 – Lima, 2 ottobre 1980) è stato un politico peruviano.

## Biografia

### Attività
È stato Ministro degli Esteri della Repubblica peruviana (1979).